# 冯崇泰
冯崇泰（1942年11月—），男，汉族，安徽五河人，中华人民共和国政治人物，曾任中共四川省委常委，四川省政协副主席，第八届全国人大代表。